# Crise obligataire de 1974
Intervenue au Royaume-Uni, la Crise obligataire de 1974 est une chute très violente des cours de la dette publique anglaise, résultat à la fois du choc pétrolier et de grèves très dures, en particulier chez les mineurs. Sur les vingt plus fortes baisses mensuelles de l'histoire du marché obligataire britannique, en deux siècles et demi, trois (mars, juin et octobre) ont eu lieu en 1974.

## Histoire
Le 6 octobre 1973, l’Égypte et la Syrie s'attaquent à Israël, déclenchant ce qui devait devenir la guerre de Kippour puis l'occupation de nouveaux territoires arabes. Le 16 octobre, l’OPEP décide l'augmentation des cours pétrole de 70 %. Le même jour, ses membres des pays arabes, dénonçant le soutien américain à Israël, décident un embargo sur toutes les ventes destinées aux États-Unis et à la Hollande, Rotterdam étant le principal port pétrolier de l’Europe de l’Ouest. 
Le 17 octobre, l’Arabie saoudite, le Koweït, l’Iraq, la Libye, Abou Dhabi, le Qatar et l’Algérie annoncent qu’à partir d’octobre, ils diminueront chaque mois de 5 % leur production en dessous du niveau du mois précédent "jusqu’à ce qu’Israël se soit complètement retiré des territoires arabes".
La hausse du pétrole fait monter l'inflation en Angleterre, à tel point que le marché obligataire panique. Au même moment, des conflits sociaux se déclarent en 1973 au premier trimestre 1974, dont la grève des mineurs, qui ont contraint le gouvernement à provoquer des élections anticipées gagnées par le Parti travailliste, mais ce dernier ne parvient pas à rassurer les investisseurs. Les taux d'inflation de 19,1 % en 1974 les fait au contraire paniquer, et les taux des obligations s'envolent, renchérissant le financement de la dette publique, et il y aura même un pic d'inflation à 24,5 % en 1975.
Le 16 mars 1976, après la démission surprise de Harold Wilson, James Callaghan lui succède comme chef du Parti travailliste et Premier ministre et se maintient au pouvoir grâce à une alliance avec les libéraux (Lib-Lab). En juin, la livre touche un plus bas historique contre le dollar. Les États-Unis proposent un prêt bilatéral mais ne le finalisent pas. Finalement, la crise conduit le gouvernement travailliste à demander 3,9 milliards de dollars au FMI en septembre 1976, en raison d'un marché obligataire quasiment boycotté. C'est alors le plus grand emprunt jamais consenti par le FMI et il nécessite des contributions exceptionnelles de la France et de l'Allemagne.
Le FMI impose alors des conditions drastiques au pays, avec en particulier une compression des dépenses sociales et de santé, qui sont plafonnées ou réduites. Devenu impopulaire, le gouvernement est affaibli aussi sur le front social, d'autant que le FMI fixe un plafond de 5 % à l'augmentation des salaires pour lutter contre la forte inflation. Lancées en octobre 1978, des grèves générales vont durer jusqu'en janvier-février: c'est l'Hiver du mécontentement. Elles vont déstabiliser le gouvernement travailliste, contraint à la démission en mars 1979.